# Érem

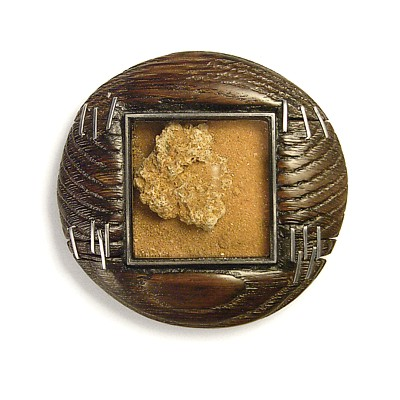
ifj. Szlávics László: Szentföld

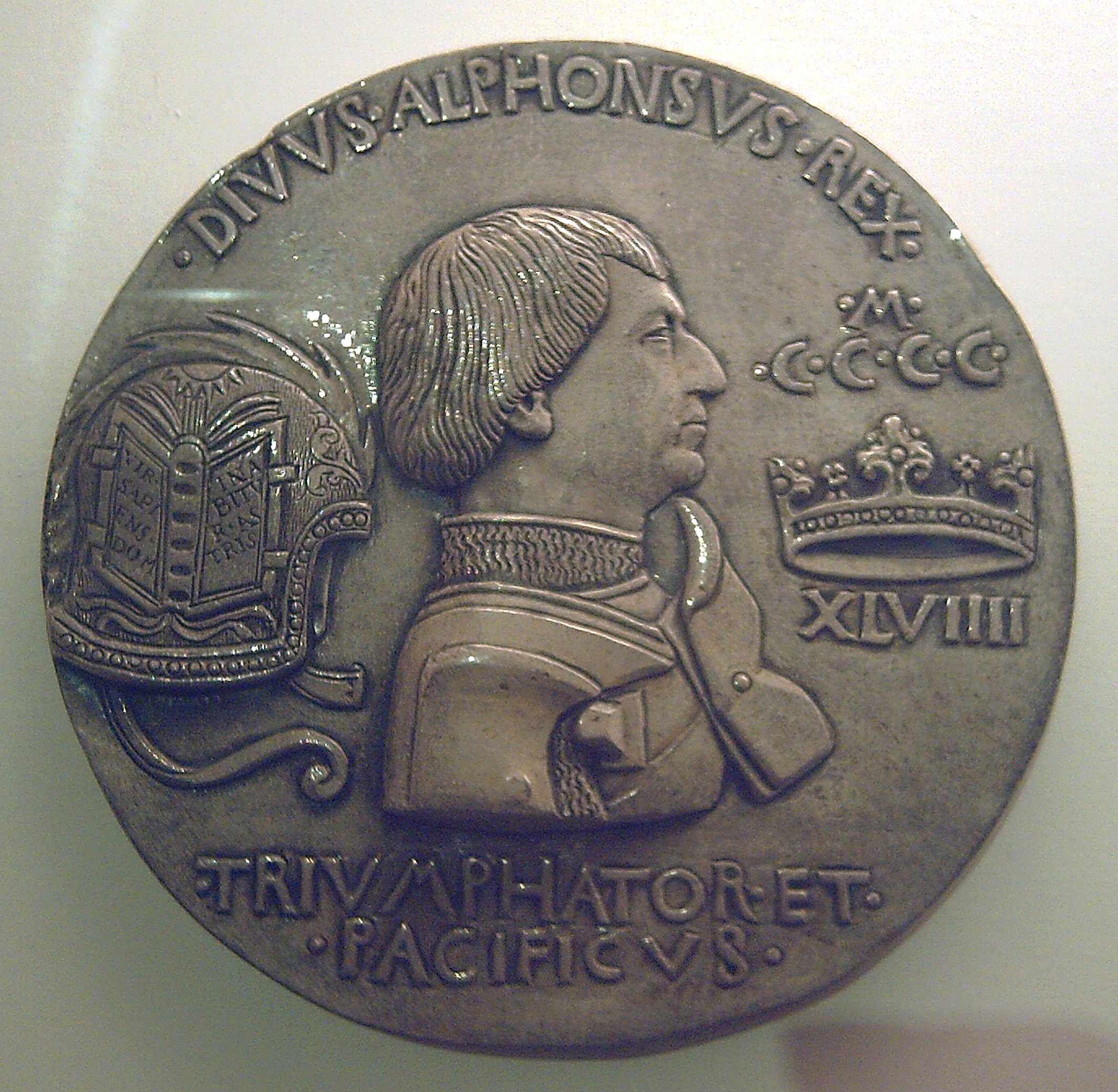
Pisanello érme V. Alfonzról

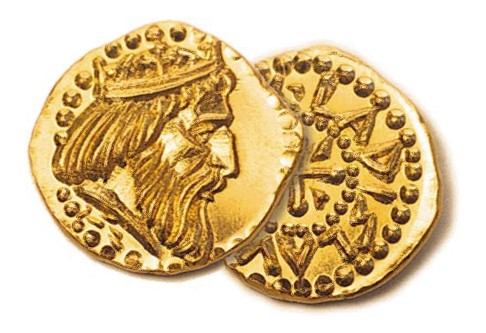
ifj. Szlávics László emlékérme
Szent László királyról

Az érem (idegen szóval medál) egy kisebb, általában kerek, szimbólumokkal díszített fémtárgy. Többnyire valamilyen tudományos, sport-, katonai vagy egyéb eredmények elismeréséül adományozzák. Készülnek emlék- és dísztárgyként, de önálló művészeti alkotásként is.

## Fogalma
Ma már nem érvényes az a hagyományos meghatározás, hogy az érem olyan kisméretű, fémből készült, sokszorosított, lapos alkotás, amin dombormű és felirat található. Ennél szélesebbek az éremművészet határai, mivel sok olyan autonóm mű készül a műfaj keretei között – finoman tágítva annak határait –, ami nem, vagy csak nagy nehézségek árán sokszorosítható. Az anyagok és technológiák felhasználása is rendkívül kiszélesedett. Abban általános az egyetértés, hogy az érem kisméretű (egy felnőtt ember tenyerében elférő), leginkább egy fő nézetre komponált, lapos művészeti alkotás. Így ide tartoznak a konkrét használati funkcióval rendelkező pénzérmék, emlékérmek, névjegyérmek, de a kísérletező, vagy egyedi, autonóm éremművészeti alkotások is.
Az érem definíciója körül, az éremművészek körében, csendes szakmai polémia zajlik.  Ami a legfontosabb ismérve, hogy a művészeti műfajok között az egyik  legintimebb, mivel az esztétikai és intellektuális élményen túl – kis méretének köszönhetően – a tapintás által személyes kontaktusba kerül a mű és szemlélője (taktilis élmény). 

## Története
Az éremművészet első kiemelkedő alakja az itáliai Antonio Pisano (eredeti neve Antonio di Puccio) volt, aki az 1440-es években egy sor éremportrét készített hercegekről és tudósokról. Az éremművészet később elterjedt Franciaországban, a Németalföldön és Németországban is. A 17. században már sok uralkodói érem és emlékérem készült, az érmek jutalomként történő adományozása a 18. századra lett jellemző. Az éremművészet virágkora a 19. század és a 20. század eleje: a korszak elején főleg Franciaországban, Olaszországban, Belgiumban és Ausztria-Magyarországon, később Lengyelországban és Csehszlovákiában is.